# Mei 2003
Dit artikel geeft een chronologisch overzicht van alle belangrijke gebeurtenissen per dag in de maand mei van het jaar 2003.

## Gebeurtenissen

### 1 mei
- Turkije - Bij een zware aardbeving (6,4 op de schaal van Richter) vielen volgens de eerste schattingen tussen de 150 en 200 doden.
- Nederland / Kabinetsformatie - De informateurs krijgen opdracht van Koningin Beatrix een programgrondslag voor een kabinet CDA/VVD/D66 tot stand te brengen.

### 2 mei
- India - India verklaart de diplomatieke betrekkingen en het verkeer met Pakistan te hervatten.

### 5 mei
- Verenigde Staten - Tornado's razen door Missouri, Kansas, Tennessee en Arkansas. Er zijn zeker 38 doden gevallen (CNN).
- Pakistan - Pakistan biedt aan dat het zijn atoomwapens zal vernietigen als India dat ook doet; India verwerpt op 7 mei echter dit aanbod.
- Mark Williams wint het WK snooker voor de tweede keer in zijn carrière. In de finale is hij met 18-16 te sterk voor Ken Doherty.

### 6 mei
- Pakistan - Na India verklaart ook Pakistan de diplomatieke betrekkingen en het verkeer te hervatten. Ook worden de invoerrechten op een aantal Indiase producten verlaagd.

### 7 mei
- Nederland - Abdelkader Benali ontvangt de Libris Literatuur Prijs.

### 10 mei
- Verenigde Staten - Enkele staten in het zuiden en mid-westen worden al een week geteisterd door circa 300 tornado's. President Bush verklaart Oklahoma tot rampgebied.

### 11 mei
- Litouwen - De bevolking van Litouwen spreekt zich door middel van een referendum uit voor toetreding tot de EU. 90% van de Litouwers is voor. De vereiste opkomst van 50% wordt verrassend ruim gehaald: zo'n 60% van de kiezers komen op. Om het opkomstcijfer te bevorderen was het referendum over twee dagen verspreid. Litouwen is het vierde land dat zich dit jaar uitsprak voor toetreding, en de eerste voormalige sovjetrepubliek.
- Israël - In afzonderlijke gesprekken met de Amerikaanse minister van Buitenlandse Zaken Colin Powell stemmen zowel de Israëlische premier Ariel Sharon als de Palestijnse premier Mahmoud Abbas in met de Amerikaanse routekaart naar vrede.
- Spanje - Op het eiland Ibiza behaalt de Spaanse triatleet Eneko Llanos de wereldtitel lange afstand. Bij de vrouwen gaat de zege naar zijn landgenote Virginia Berasategui.

### 12 mei
- Saoedi-Arabië - Bij een zelfmoordaanslag in Riyad in een voornamelijk door westerlingen bewoonde wijk, komen zeker 29 mensen, waaronder tien Amerikanen, om het leven, en vallen bijna 200 gewonden. De Verenigde Staten verdenken al Qaida ervan voor de aanslag verantwoordelijk te zijn.
- Nederland / Vuurwerkramp Enschede - In hoger beroep wordt André de V. vrijgesproken en worden de directeuren van SE Fireworks veroordeeld tot een jaar celstraf.
- Rusland / Tsjetsjenië - Bij een bomaanslag in Znamenskoye, Tsjetsjenië komen minstens 59 mensen om.

### 14 mei
- Nederland - Bioloog, presentator en schrijver Midas Dekkers krijgt de Eureka! prijs voor de beste persoonlijke prestatie op het gebied van popularisering van wetenschap.
- Rusland / Tsjetsjenië - Een bomaanslag wordt gepleegd gericht op Achmed Kadyrov, leider van de (Russische) administratie van Tsjetsjenië. Hij overleeft, maar zestien anderen komen om.

### 15 mei
- Nederland / Kabinetsformatie - De onderhandelaars van CDA, VVD en D66 zijn het eens over een regeerakkoord. De fracties en het congres van D66 moeten het nog goedkeuren.
- Irak - Koerden en Arabieren raken slaags in Noord-Irak en houden enige dagen aan; in Kirkoek komen hierbij negen personen om.

### 16 mei
- Marokko - Bij zelfmoordaanslagen op Spaanse en Joodse doelen in Casablanca komen zeker 24 mensen om het leven. Ongeveer 60 mensen raken gewond. Ook het Belgisch consulaat wordt getroffen, maar de bom was waarschijnlijk voor een ernaast gelegen restaurant bestemd.
- Nederland - De Tweede Kamer-fractie van de VVD kiest Jozias van Aartsen als nieuwe fractievoorzitter.
- Nederland / Kabinetsformatie - De fracties van CDA, VVD en D66 stemmen in met het regeerakkoord.

### 18 mei
- België - Bij de verkiezingen van Kamer en Senaat is het kartel SP.A/Spirit de grote winnaar, en Agalev de grote verliezer. Ook het Vlaams Blok wint. Bij de Franstaligen is de uitkomst vergelijkbaar, met winst voor de Parti Socialiste en verlies voor Ecolo.
- Slowakije - Als vijfde land stemt Slowakije in een referendum voor toetreding tot de EU, hoewel het parlement hier het laatste woord heeft. Meer dan 90% van de kiezers stemt voor, hoewel niet veel meer dan 50% van de kiezers opkomt. Het is daarmee na vier mislukkingen wel het eerste Slowaakse referendum dat deze minimaal vereiste opkomst haalt.

### 19 mei
- Indonesië - Het Indonesische leger begint, enkele dagen na stukgelopen onderhandelingen in Tokio, een offensief tegen de Beweging Vrij Atjeh (GAM), die sinds 1976 strijdt voor een onafhankelijk Atjeh.

### 20 mei
- Saoedi-Arabië - Uit angst voor aanslagen door al Qaida, worden de Amerikaanse, Britse en Duitse ambassades in Riyad gesloten.

### 21 mei
- Algerije - Een aardbeving met een kracht van 6,7 op de schaal van Richter treft het noorden van Algerije. Het dodental loopt op tot boven 2000. Het epicentrum bevond zich bij de stad Thenia, zo'n 60 km van Algiers.

### 22 mei
- Verenigde Naties - De Veiligheidsraad heft de sancties tegen Irak op.

### 23 mei
- Verenigde Staten - De Senaat en het Huis van Afgevaardigden stemmen in met de voorgestelde belastingverlagingen van president George W. Bush, doch in sterk afgeslankte vorm.

### 24 mei
- - Het 48e Eurovisiesongfestival vindt plaats in Riga,Letland.De Turkse Sertab Erener won met het nummer Everyway That I Can.

België wordt 2de met het nummer Sanomi van de groep Urban Trad.Het nummer werd in een verzonnen taal gezongen.
- Argentinië - Carlos Menem trekt zich terug uit de presidentsverkiezingen, waardoor Néstor Kirchner de enig overgebleven kandidaat is. Laatstgenoemde wordt op 25 mei beëdigd.

### 25 mei
- Israël - Het Israëlische parlement stemt voor het eerst officieel in met het op termijn stichten van een Palestijnse staat.

### 27 mei
- Nederland - Het kabinet-Balkenende II wordt beëdigd.

### 28 mei
- België - Onderzoekers melden dat chloor, zoals gebruikt als desinfectie middel in zwembaden een van de oorzaken is achter de grote toename van astma onder kinderen in westerse landen gedurende de laatste decennia.

### 29 mei
- Nederland - De invoering van C2000, een mobiel netwerk voor de Nederlandse hulpdiensten, gaat met grote kostenoverschrijdingen gepaard.

### 31 mei
- Frankrijk - Allerlaatste Concorde-vlucht, door Air France van New York naar Parijs.
- Rusland - Russisch-Europese top in Sint-Petersburg naar aanleiding van het 300-jarig bestaan van deze stad.

## Overleden
<< · januari · februari · maart · april · mei · juni · juli · augustus · september · oktober · november · december · >>